# 緑ドン VIVA!情熱南米編
緑ドン VIVA!情熱南米編（みどりドン ビバ!じょうねつなんべいへん）は、2010年12月よりエレコが製造、ユニバーサルエンターテインメントが販売した5号機のパチスロ機。保通協における型式名は「緑ドンG」。略称「緑ドン2」。
ボーナスと2種類のアシストリプレイタイム（ART）「AMAZON GAME」（アマゾンゲーム）・「XTREME RUSH」（エクストリームラッシュ）によって出玉を増やす機種である。

## 概要
2009年に発売された緑ドンに続くARTを搭載した花火シリーズとしてエレコから登場。
筺体上部にタッチセンサー「ビリータッチランプ」が搭載されている。
作品設定はドンちゃん三兄弟の末弟・緑ドンが南米・ブラジルで行なわれる「リオのカーニバル」で花火を打ち上げる為に現地に向かい、ライバル花火師のファビオとの対決を織り交ぜながら展開されるものである。
ボーナスorART期待度の高い演出
躍動の緑カットイン
前作にもあった演出で、連続演出発展前に発生で激熱。
精神統一演出
ドンちゃんが遺跡の上で座禅を組む。最大4G継続し、「まだまだ」と終わらないほどチャンス。
ドンちゃんフラッシュ
連続演出時、筐体上部の液晶からドンちゃんの顔がフラッシュすれば大チャンス。
「3連ドンを狙え」演出
レバーオンで突如発生することがある。同名のリーチ目を出せれば、ビッグボーナス以上が確定。
リールロック
レバーオン時に一瞬だけリールが半コマ上がる「ショートロック」、数秒間上がりっぱなしになりドンちゃんフラッシュが発動する「ミドルロック」の2種類が存在。発生すればチャンスで後者は激熱。
ロングフリーズ
レバーONからと第1停止ボタンからの2種類のフリーズが存在。発生すると63秒間のスペシャルムービーが流れる。BIG成立の一部（たいまつドン・ドン・ドン揃い成立時の1/10.67）で発生し、実質的な確率は全設定共通で約1/116,508。
恩恵は継続率90%or95%のエクストリームラッシュ1つ+XR中基本上乗せ10G以上+アマゾンゲーム継続率80％モードから開始+AG（50ゲーム）3セット獲得（通常時に発生した場合のみ）
80%モード（AGモード4）は本機における最大のチャンスで、設定不問で一撃数千枚～一万枚を超える獲得も十分現実的な確率である。

## ボーナス
ビッグボーナスは「ドンちゃん」「七」の三つ揃い。250枚を超える払い出しで終了（獲得枚数は約200枚）。このうちドンちゃん3連＋中段成立は「松明BIG（3連ドンちゃんの真ん中だけが松明を持っていることから）」と呼ばれ、この時点でボーナス終了後のART突入が確定。
ボーナスゲームは「ドンビッグ」「ファビオ&マリアビッグ」「葉月ビッグ」の3種類があり、それぞれゲーム性が異なる。
- ドンビッグ - ドンちゃんのカットインが入った際に「ドンちゃん」三つ揃いが成立すれば、ボーナスゲーム終了後にART突入が確定（チャンス告知型）。
- ファビオ&マリアビッグ - 2人のカットインが入った時点で、ボーナスゲーム終了後にART突入が確定（完全告知型）。
- 葉月ビッグ - ボーナスゲーム終了後の演出で、葉月が緑ドンと出会うことができたらART突入が確定（後告知型）。

いずれのパターンも、ドンちゃん揃いの出現回数が多いほど「エクストリームラッシュ」の継続率がアップする仕組みとなっている。
レギュラーボーナスは「七・七・HANABI」揃いで、60枚を超える払い出しで終了（獲得枚数約56枚）。ゲーム中に「左右どちらかのビリータッチランプに触れろ」という指示がある場合、触れた時にビリーが出現すればART突入が確定（触らずにボーナスゲームをそのまま行なった場合は1/2の内部抽選でART突入を決定する）。
なお天井は「前回ボーナス終了後1480ゲーム（ARTのゲーム数もカウントする）」で、経過すると前兆32ゲームを経て「『エクストリームラッシュ突入時に継続率80%』のアマゾンゲームが3セット（50ゲームX3）」に突入する。

## ボーナス確率
| 設定 | BIG     | REG     | 合算    | 機械割 |
| ---- | ------- | ------- | ------- | ------ |
| 1    | 1/399.6 | 1/712.4 | 1/256.0 | 97.5%  |
| 2    | 1/390.1 | 1/682.7 | 1/248.2 | 98.8%  |
| 3    | 1/381.0 | 1/655.4 | 1/240.9 | 101.1% |
| 4    | 1/372.4 | 1/630.2 | 1/234.1 | 106.6% |
| 5    | 1/364.1 | 1/606.8 | 1/227.6 | 110.4% |
| 6    | 1/327.7 | 1/512.0 | 1/199.8 | 119.5% |

## ART「アマゾンゲーム」
ARTは50ゲーム1セット、1ゲーム当たりの純増枚数は約1.5枚。
ART突入の抽選はボーナス中・通常時のどちらでも行っていて、ART突入権利を得た場合は、押し順ナビが発生しARTに入る。
ART中は、成立フラグに応じて「エクストリームラッシュ」の抽選を行っており、当選した場合は前兆を経てエクストリームラッシュが発動する（画面右にビリーカウンターがある場合、待機状態を経て即発動するが、内部的に潜伏しているビリーが即発動する場合もある）。
前作同様、ART（待機状態含む）中の対決演出発展はボーナス確定。またロケット登場で「無限ART」となり、次回ボーナス成立までARTが続くプレミアムモードとなっている。

## ART「エクストリームラッシュ」
BIG中及びアマゾンゲーム中に抽選しており、アマゾンゲーム中の前兆を経て発動する。ボーナスやレア役によってビリーカウンターが表示されている場合は即発動する。
選択された確率（50% - 95%）で継続抽選が行われ（2G継続は保証）、継続（演出上はドンちゃんとビリーによるトリックプレイが失敗するまで）したゲーム数にあらかじめ選択されているゲーム数（5、10、20、30G）をかけたゲーム数がアマゾンゲームに加算される。
継続率の示唆
ドンちゃんのボードの色（白＜青＜黄＜緑＜赤）によって最低継続率が、突入時の背景色（白＜青＜黄＜緑＜赤＜虹）によってラッシュ自体の継続率が示唆されており、双方とも緑以上で期待度が高くなる。
突入時の背景色は、赤＝継続率80％以上が、虹＝継続率95％が確定。また高継続を示唆する基本トリックも存在。
トリックについて
カットイン挿入（青＜黄＜赤＜虹、赤は継続、虹はボーナス）→ジャンプ（通常＜回転＜炎付き、炎付きの場合継続）→トリックが成功した場合は上乗せ、失敗した場合はビリーとはぐれる。失敗しても復活する場合もある。
基本トリックは「レイリー」「インディーグラブ」「バックロール」「ドンスペシャル」「スーパーハイパードンビッグエアー」であり、特にドンスペシャル、スーパーハイパードンビッグエアーのいずれかが一度でも発動した場合、高継続が約束される。「ドンスペシャル」は継続率80％以上が、「スーパーハイパードンビッグエアー」は継続率95％が確定。
5の倍数及び7ゲーム目にトリックを成功した場合は、上記基本トリックとは異なるトリックが発動し、その難度に応じてコンボボーナスが付き、最低5-最高50Gの加算。
ボーナスに当選した場合は、30or50Gの加算となり、次回アマゾンゲーム突入時はエクストリームラッシュの続きが始まる。